# چنگ هایشیا
چنگ هایشیا (انگلیسی: Zheng Haixia؛ زادهٔ ۷ مارس ۱۹۶۷) بازیکن بسکتبال اهل چین است.
وی در مسابقات کشوری و بین‌المللی در مجموع برندهٔ ۱ مدال طلا، ۳ مدال نقره، ۳ مدال برنز شده‌است.